# Ковелу-де-Пайво
Кове́лу-де-Пайво́ (порт. Covelo de Paivó; МФА: [ku.ˈve.ɫu dɨ paj.ˈvɔ]) — колишня парафія в Португалії, в муніципалітеті Арока. Перебувала у складі округу Авейру.  Входила до регіону Північ. За старим адміністративним поділом, що був чинним до 1976 року, територія парафії належала провінції Берегове Дору.  Ліквідована 28 січня 2013 року. Увійшла до складу парафії Ковелу-де-Пайво і Жанарде. Площа парафії — 27,48 км², населення — 103 ос. (2011), густота населення — 3,75 осіб/км²
. Патрон — святий Петро. Поштовий індекс — 4540. Код  — 010408.

## Географія

Арока (2013)
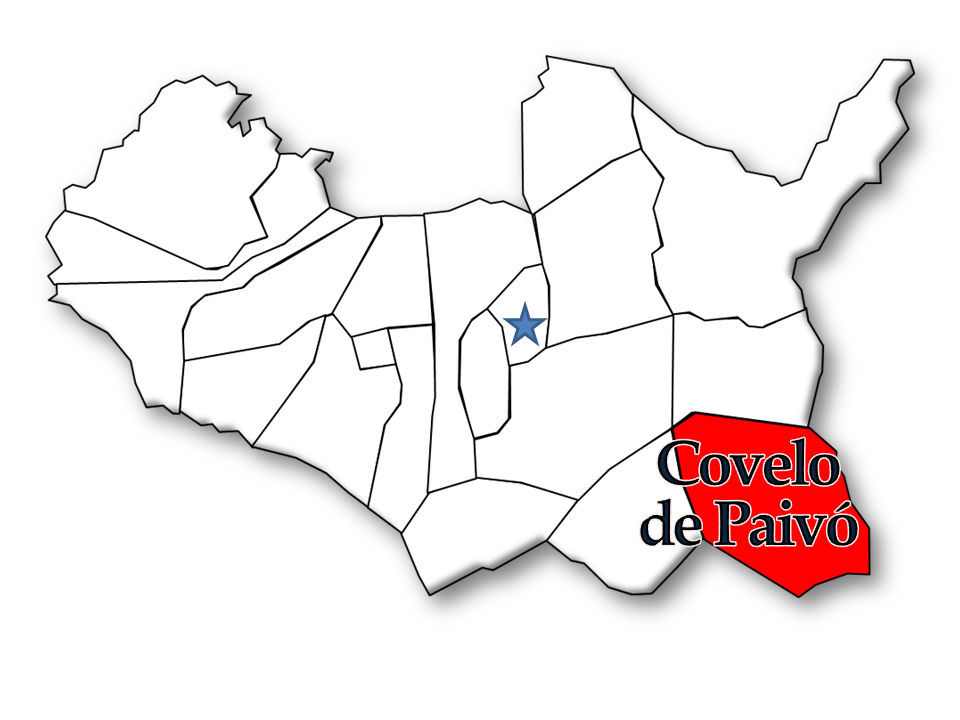
Ковелу-де-Пайво

## Населення
| Кількість мешканців | Кількість мешканців | Кількість мешканців | Кількість мешканців | Кількість мешканців | Кількість мешканців | Кількість мешканців | Кількість мешканців | Кількість мешканців | Кількість мешканців | Кількість мешканців | Кількість мешканців | Кількість мешканців | Кількість мешканців | Кількість мешканців |
| ------------------- | ------------------- | ------------------- | ------------------- | ------------------- | ------------------- | ------------------- | ------------------- | ------------------- | ------------------- | ------------------- | ------------------- | ------------------- | ------------------- | ------------------- |
| 1864                | 1878                | 1890                | 1900                | 1911                | 1920                | 1930                | 1940                | 1950                | 1960                | 1970                | 1981                | 1991                | 2001                | 2011                |
| 326                 | 309                 | 284                 | 286                 | 319                 | 339                 | 318                 | 465                 | 498                 | 392                 | 318                 | 247                 | 202                 | 169                 | 103                 |